# بروجية تيمورية
البروجية التيمورية (بالإنجليزية: Brugia timori)‏ هو طفيل داء الفيلاريات البشري والذي يسبب داء الفيلاريات تيمور وصف هذا المرض لأول مرة عام 1965م. هوية البروجية التيمورية بوصفها العامل المسبب للمرض لم يكن معروفا حتى عام 1977م. في نفس السنة تبينة هوية ناقل الأساسي.